# Економіка Чечні
Економіка Чечні — 63-я економіка серед суб'єктів Російської Федерації за обсягом валового регіонального продукту, за підсумками 2020 року. Обсяг валового регіонального продукту Чечні 2010 року становив 69 млрд рублів. Економіка Чечні майже в 5 разів слабша, ніж у середньому по Росії. Безробіття екстремально високе, що пов'язано зі слабким розвитком промисловості та високою народжуваністю в регіоні. Чечня має низький інвестиційний потенціал, а також низький рівень розвитку економічної освіти та науки, що уповільнює темпи економічного зростання. Фінансова система республіки залежить від дотацій федерального центру. Власні доходи республіки низькі.

## Історія
Економіка регіону екстремально постраждала за період незалежності у 1990-ті роки.
У 2006 році зростання валового регіонального продукту Чечні становило 11,9%, у 2007 році — 26,4%, у 2008 році — 10,5%. За останні роки ВРП Чечні зріс більш ніж у 3 рази — з 23 млрд. рублів у 2005 році до 70 млрд. у 2010 році.
У серпні 2015 року Чечня попросила федеральну владу списати їй 16,23 млрд руб. боргу за електроенергію та газ за період з 1999 по 2009 рік, коли в регіоні відбувалась друга російсько-чеченська війна.

## Структура економіки
Структура валового регіонального продукту Чечні (за даними за 2010 рік):
- Сільське господарство, мисливство та лісове господарство — 10,0 %
- Видобуток корисних копалин — 2,7%
- Обробні виробництва — 2,0%
- Виробництво та розподілення електроенергії, газу та води — 1,0 %
- Будівництво — 14,1%
- Торгівля — 23,0%
- Готелі та ресторани — 1,6 %
- Транспорт та зв'язок — 5,3%
- Фінансова діяльність — 0,4%
- Операції з нерухомим майном, оренда та надання послуг — 2,9 %
- Державне управління та забезпечення військової безпеки; соціальне страхування — 20,8%
- Освіта — 8,6%
- Охорона здоров'я та надання соціальних послуг — 6,1 %
- Надання інших послуг — 1,5%

## Галузі економіки

### Сільське господарство

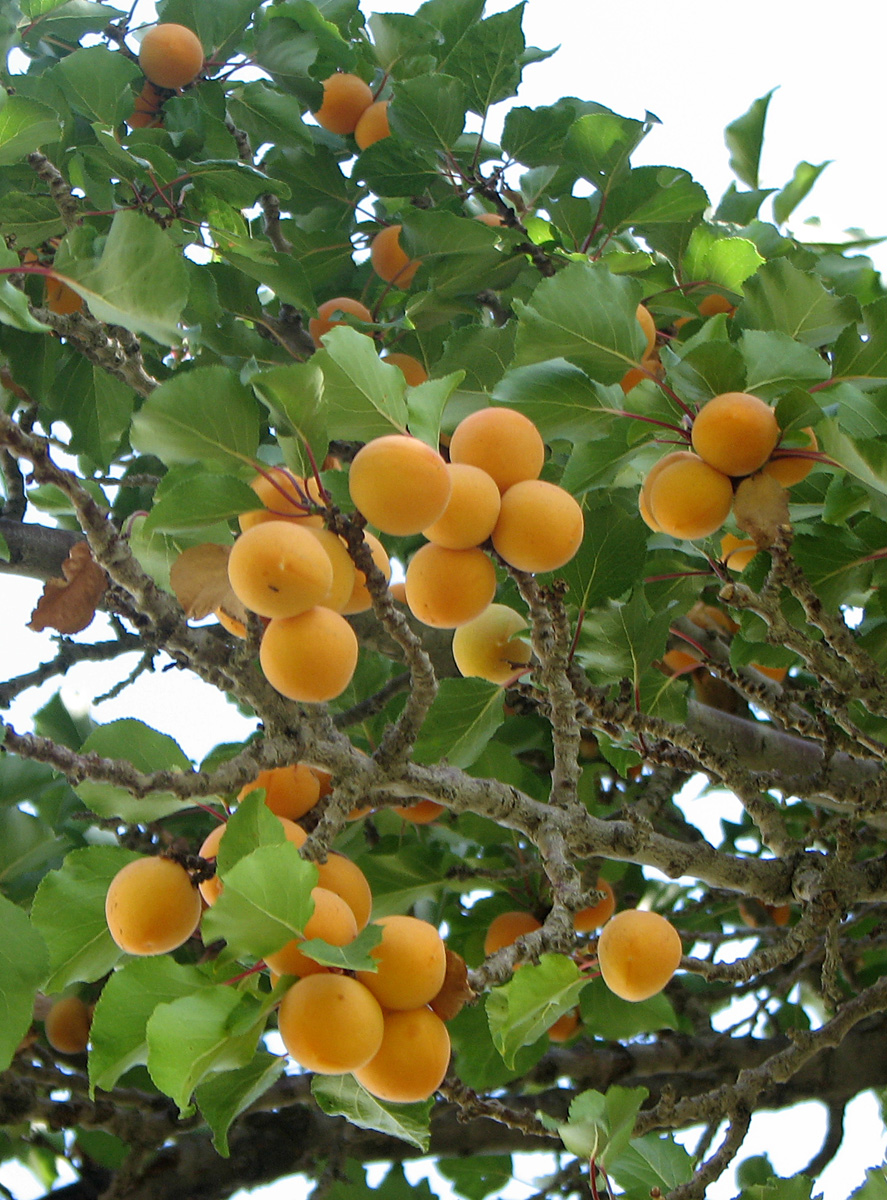
Абрикос

Обсяг продукції сільського господарства — 11 млрд рублів (2010 р.). Провідною галуззю сільського господарства є тваринництво (70% продукції с/г), на рослинництво доводиться 30%.
У Чечні ведеться вирощування зернових культур, виноградників, овочів. Посівна площа сільгоспкультур у 2010 році становила 189 тис. гектарів, з яких на зернові культури припало 54%, на кормові культури — 33 %, на технічні культури — 8 %, на картоплю та овочебахчові культури — 5 %. Виробництво зерна становить 126 тис. тонн, цукрових буряків — 40 тис. тонн, картоплі — 22 тис. тонн, овочів — 26 тис. тонн. тонн.
У 2020 році врожай зернових та зернобобових культур становив 488,8 тис. тонн (на 321,2 тис. тонн більше, ніж у 2019 році), при зростанні середньої врожайності до 28 ц/га. На 10 листопада обмолочено близько 174,5 тис. га, або 99,7% усіх площ. 
Останніми роками у Чечні спостерігається стале зростання сільгоспвиробництва. З 2004 до 2010 року індекс виробництва продукції сільського господарства зріс на 41%. У сфері тваринництва розвинені птахівництво, вівчарство. Ведеться розведення великої рогатої худоби (ВРХ). Поголів'я ВРХ у 2010 році становило 211 тис., овець та кіз — 195 тис. Виробництво м'яса у забійній вазі — 21 тис. тонн, молока — 263 тис. тонн (2010 р.).
Станом на 1 липня 2019 року поголів'я великої рогатої худоби 252.533 голови, у тому числі корів — 119.880 тварин. Чисельність овець та кіз 237.537 голів, поголів'я птиці 1,3 млн. голів.
Поголів'я дрібної рогатої худоби станом на 1 січня 2020 року становило 254,6 тис. голів або 106,7% до рівня минулого року.

### Промисловість
У 2011 році обсяг виробництва в промисловості Чечні становив 13,6 млрд рублів, з яких на добувну промисловість припало 32%, на обробну — 8%, на виробництво та розподілення електроенергії, газу і води — 60%.
Станом на 2008 рік промисловість міста Грозного представлена такими великими підприємствами:
- «Грознафтогаз»
- «Трансмаш»
- «Грозненський електромеханічний завод»
- «Електропульт-Грозний»
- Грозненська експериментальна меблева фабрика
- Швейна фабрика «Беркат»
- Грозненський консервний завод
- 4 хлібозаводи

У Гудермесі діє «Хім-завод». В Аргуні є «Пищемаш» (виробництво автомобілів «ВАЗ»), ТЕЦ, ЗБЗ.

#### Паливно-енергетичний комплекс
У структурі економіки Чечні переважає нафтогазовий сектор.
Чечня посідає 24 місце серед суб'єктів Російської Федерації за обсягом видобутку нафти та 18 місце — з видобутку природного газу (за даними на 2010 р.). Станом на 2009 рік із 1300 існуючих нафтових свердловин видобуток ведеться на 200. Існують плани з будівництва нафтопереробного заводу у Грозному.

##### Нафтова промисловість
До 1994 року нафтова промисловість Грозного була представлена такими підприємствами:
- Грозненський нафтопереробний завод імені Ст. І. Леніна
- НПЗ ім. Шерипова
- Новогрозненський нафтопереробний завод імені Анісімова
- Грозненський хімічний завод імені 50-річчя СРСР
- ІПТ «Оргнафтохімзаводи»
- Грозненський нафтовий науково-дослідний інститут
- трест «Грознефть»

##### Енергетика
Станом на грудень 2020 року, на території Чечні експлуатувалися дві електростанції загальною потужністю 361,3 МВт, у тому числі одна теплова електростанція та одна мала ГЕС. У 2019 році вони виробили 705,5 млн кВт·г електроенергії. Особливістю енергетики регіону є домінування однієї електростанції, Грозненської ТЕС, що забезпечує практично весь обсяг виробітку електроенергії.

#### Харчова промисловість
У Гудермесі діють холодокомбінат (виробництво морозива) та завод із виготовлення лимонаду. В Аргуні є цукровий завод.

### Транспорт
У Чечні є автомобільний та залізничний транспорт. Довжина залізниць загального користування — 304 км. Вантажооборот автомобільного транспорту — 1872 млн т*км, пасажирообіг автобусного транспорту загального користування — 388 млн пасажиро-кілометрів (2010 р.).
Повітряний транспорт представлений «аеропортом Грозний».

### Торгівля
Оборот роздрібної торгівлі — 55,5 млрд рублів (2009 р.).
Найбільшим торговим центром Чечні є місто Грозний, на який припадає понад 50% роздрібного товарообігу республіки. У Гудермес є безліч магазинів, найбільшими є «Дитячий світ», торговий центр «Космос», салон меблів «Арізона», торговий дім «Перлина», є Центральний ринок.

### Фінанси
Доходи консолідованого бюджету Чечні 2010 року становили 65 млрд рублів, витрати — 66 млрд рублів. Надходження податків, зборів та інших обов'язкових платежів до бюджетної системи Росії в тому році — 9,9 млрд рублів.
У 2010 році обсяг інвестицій в економіку Чечні становив 40 млрд рублів. Той самий показник душу населення — 31,2 тис. рублів на людину, що вдвічі нижче середнього показника по Росії, але вище за середній показник по Північно-Кавказькому федеральному округу.

## Трудові ресурси та доходи населення
У 2019 році чисельність зайнятого населення 524 000 осіб. За даними вибіркового обстеження робочої сили, чисельність зайнятого населення в Чеченській Республіці станом на 1 січня 2020 року становила 548,5 тис. осіб, за підсумками III кварталу 2020 року відбулося зниження на 29,9 тис. осіб, або на 5,4%, і на 1 жовтня 2020 року цей показник становив 518,6 тис. осіб. Так, у 2009 році зайнятими були 256 тис. жителів Чечні, у 2007 році — 228 тис., у 2002 році — 92 тис.
Незважаючи на постійне зростання зайнятості, безробіття залишається для Чечні великою проблемою. До 2010 року без роботи перебували 235 тис. жителів Чечні. Таким чином, рівень безробіття склав 43% (для порівняння — 2006 року безробітними були 308 тис. людина).
Середньомісячна зарплата працівників організацій — 22,3 тис. рублів, середня пенсія — 10,4 тис. рублів (дані за 2015 рік).